# Édouard Boubat

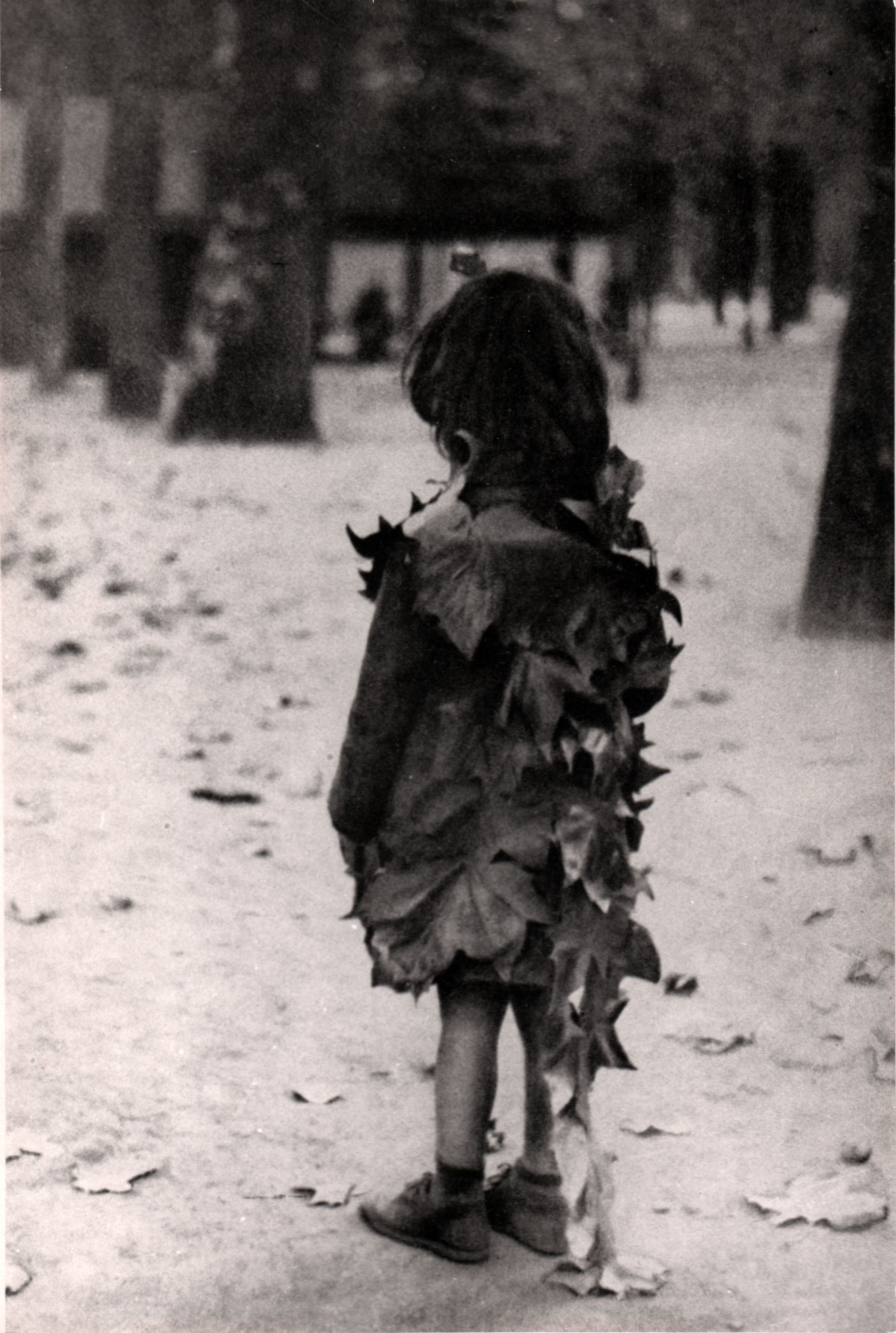
La petite fille aux feuilles mortes (Paris, 1947)

Édouard Boubat (em francês: [buba]; Montmartre, Paris, 13 de setembro de 1923 – Paris, França, 30 de junho de 1999) foi um fotojornalista francês.
Boubat estudou tipografia e artes gráficas na École Estienne e trabalhou para uma empresa de impressão antes de se tornar fotógrafo. Em 1943, ele foi submetido ao serviço Du travail obligatoire, trabalho forçado do povo francês na Alemanha nazista, e testemunhou os horrores da Segunda Guerra Mundial.
Ele tirou sua primeira fotografia depois da guerra em 1946 e recebeu o prêmio Kodak no ano seguinte. Ele viajou pelo mundo para a revista francesa Réalités, e mais tarde trabalhou como fotógrafo freelancer. O poeta francês Jacques Prévert o chamou de "correspondente da paz", por ele ser humanista, apolítico e ter fotografado temas edificantes. Seu filho Bernard Boubat também é fotógrafo.

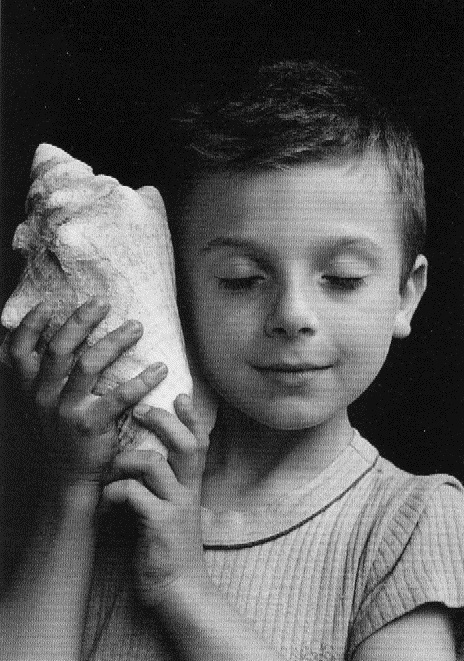
Remi écoutant la mer (Paris, 1995)

Muitas fotografias de Boubat tornaram-se ícones. Ele pintou retratos de Gaston Bachelard, Claude Levi-Strauss, Henri Troyat, Joseph Kessel, Julien Green, Ingmar Bergman, Rudolf Noureiev, Jean Paulhan, André Maurois, Emil Cioran, Robert Doisneau, Jean Genet, Marguerite Yourcenar, Alice Sapritch, Isabelle Huppert, Harold Pinter, Peter Klasen, Eugène Ionesco, Juliette Binoche e Simon Hantaï.
"Uma foto é como um beijo roubado. De fato, um beijo é roubado sempre, mesmo se a mulher estiver consentindo. Com uma fotografia é o mesmo: roubado sempre, e ainda ligeiramente consentindo"

## Publicações
- Édouard Boubat (Centre National De La Photographie, 1988). ISBN 978-2867540431.
- Photographies 1950–1987. (Éditions du Désastre, 1988). ISBN 978-2877700016.
- It's a Wonderful Life (Editions Assouline, 1997). ISBN 978-2843230127.
- Édouard Boubat: The Monograph. (Harry N. Abrams, Inc., 2004). ISBN 978-0810956100.
- Édouard Boubat: A Gentle Eye (Thames & Hudson, 2004). ISBN 978-0500512012.